# Glenn Anderson
Glenn Christopher Anderson (Vancouver, 2 ottobre 1960) è un ex hockeista su ghiaccio canadese.
Ala destra, in NHL ha giocato con Edmonton Oilers, Toronto Maple Leafs, New York Rangers, e St. Louis Blues.

## Carriera
Crebbe a Burnaby, sobborgo di Vancouver, dove cominciò a giocare. Dopo le giovanili e la squadra NCAA con la Denver University fu selezionato nel 1979 come quarta scelta (69º assoluto) dagli Edmonton Oilers. Entrò a far parte del roster nella stagione 1980-81, ma già prima raggiunse la nazionale, con cui partecipò ai Giochi Olimpici del 1980 (il Canada chiuse sesto).
Giocò con gli Oilers per 11 stagioni. Vinse 5 Stanley Cup (1984, 1985, 1987, 1988, 1990), ma in quegli anni raccolse successi anche con la sua nazionale. Disputò infatti due Canada Cup, conquistando un argento (1981) e un oro (1984); ed un argento ai mondiali del 1989, dietro all'Unione Sovietica (parteciperà tre anni dopo al suo secondo mondiale, chiuso dal Canada solo all'ottavo posto).
Nel 1991-92 fu scambiato (insieme con Grant Fuhr e Craig Berube per Vincent Damphousse, Peter Ing, Scott Thornton e Luke Richardson) coi Toronto Maple Leaf, dove giocò per due stagioni e parte di una terza. Indossava la maglia di Toronto quando, il 22 febbraio 1993, sfondò quota 1000 punti in carriera in NHL (al 954º incontro). Poco dopo fu scambiato con Mike Gartner e finì ai New York Rangers, dove disputò gli ultimi 12 incontri della stagione regolare e i play-off, conclusi con la vittoria della Stanley Cup (la sesta personale per Anderson).
A New York ritrovò Mark Messier, suo compagno di squadra e di linea già ad Edmonton.
La stagione successiva fu quella del primo lockout della NHL: i proprietari delle squadre e la NHLPA non raggiunsero un accordo sugli stipendi, e l'inizio della stagione slittò. Come molti altri protagonisti NHL, Anderson andò a giocare in Europa, a gettone: 5 incontri in DEL con gli Augsburger Panther, 4 in Finlandia con il Lukko Rauma, e molti incontri internazionali col Team Canada. Quando poi la stagione ebbe inizio, Anderson si accordò con i St. Louis Blues.
Per la stagione 1995-96 si divise fra Edmonton Oilers (17 incontri), St. Louis Blues (15 incontri + 11 di play-off), Augsburg Panthers (9 incontri) e Team Canada (11 incontri).
Chiuse poi la sua carriera la stagione successiva, giocando in Nationalliga A con lo Chaux-de-Fonds ed in Alpenliga con l'Hockey Club Bolzano.

## Statistiche
| 1977-78    | Bellingham Blazers     | BCJHL      | 64   | 62  | 69  | 131  | 46   |     |    |     |     |     |
| 1977-78    | New Westminster Bruins | WCHL       | 1    | 0   | 1   | 1    | 2    | --  | -- | --  | --  | --  |
| 1978-79    | U. of Denver           | WCHA       | 41   | 26  | 29  | 55   | 58   |     |    |     |     |     |
| 1979-80    | Seattle Breakers       | WHL        | 7    | 5   | 5   | 10   | 4    | 2   | 0  | 1   | 1   | 0   |
| 1980-81    | Edmonton Oilers        | NHL        | 58   | 30  | 23  | 53   | 24   | 9   | 5  | 7   | 12  | 12  |
| 1981-82    | Edmonton Oilers        | NHL        | 80   | 38  | 67  | 105  | 71   | 5   | 2  | 5   | 7   | 8   |
| 1982-83    | Edmonton Oilers        | NHL        | 72   | 48  | 56  | 104  | 70   | 16  | 10 | 10  | 20  | 32  |
| 1983-84    | Edmonton Oilers        | NHL        | 80   | 54  | 45  | 99   | 65   | 19  | 6  | 11  | 17  | 33  |
| 1984-85    | Edmonton Oilers        | NHL        | 80   | 42  | 39  | 81   | 69   | 18  | 10 | 16  | 26  | 38  |
| 1985-86    | Edmonton Oilers        | NHL        | 72   | 54  | 48  | 102  | 90   | 10  | 8  | 3   | 11  | 14  |
| 1986-87    | Edmonton Oilers        | NHL        | 80   | 35  | 38  | 73   | 65   | 21  | 14 | 13  | 27  | 59  |
| 1987-88    | Edmonton Oilers        | NHL        | 80   | 38  | 50  | 88   | 58   | 19  | 9  | 16  | 25  | 49  |
| 1988-89    | Edmonton Oilers        | NHL        | 79   | 16  | 48  | 64   | 93   | 7   | 1  | 2   | 3   | 8   |
| 1989-90    | Edmonton Oilers        | NHL        | 73   | 34  | 38  | 72   | 107  | 22  | 10 | 12  | 22  | 20  |
| 1990-91    | Edmonton Oilers        | NHL        | 74   | 24  | 31  | 55   | 59   | 18  | 6  | 7   | 13  | 41  |
| 1991-92    | Toronto Maple Leafs    | NHL        | 72   | 24  | 33  | 57   | 100  | --  | -- | --  | --  | --  |
| 1992-93    | Toronto Maple Leafs    | NHL        | 76   | 22  | 43  | 65   | 117  | 21  | 7  | 11  | 18  | 31  |
| 1993-94    | Toronto Maple Leafs    | NHL        | 73   | 17  | 18  | 35   | 50   | --  | -- | --  | --  | --  |
| 1993-94    | New York Rangers       | NHL        | 12   | 4   | 2   | 6    | 12   | 23  | 3  | 3   | 6   | 42  |
| 1994-95    | St. Louis Blues        | NHL        | 36   | 12  | 14  | 26   | 37   | 6   | 1  | 1   | 2   | 49  |
| 1994-95    | Lukko Rauma            | FNL        | 4    | 1   | 1   | 2    | 0    | --  | -- | --  | --  | --  |
| 1994-95    | Augsburg Panthers      | DEL        | 5    | 6   | 2   | 8    | 10   | --  | -- | --  | --  | --  |
| 1995-96    | Augsburg Panthers      | DEL        | 9    | 5   | 3   | 8    | 48   |     |    |     |     |     |
| 1995-96    | Edmonton Oilers        | NHL        | 17   | 4   | 6   | 10   | 27   | --  | -- | --  | --  | --  |
| 1995-96    | St. Louis Blues        | NHL        | 15   | 2   | 2   | 4    | 6    | 11  | 1  | 4   | 5   | 6   |
| 1996-97    | HC Le Chaux-de-Fonds   | SVI-A      | 23   | 14  | 15  | 29   | 103  |     |    |     |     |     |
| 1996-97    | HC Bolzano             | Alpenliga  | 2    | 0   | 1   | 1    | 0    |     |    |     |     |     |
| Totale NHL | Totale NHL             | Totale NHL | 1129 | 498 | 601 | 1099 | 1120 | 225 | 93 | 121 | 214 | 442 |